# Pratt & Whitney PW1000G
Il Pratt & Whitney PW1000G è una famiglia di motori aeronautici turboventola, del tipo Geared Turbofan, in produzione da parte della Pratt & Whitney.
Inizialmente era conosciuto come Advanced Technology Fan Integrator (ATFI), poi nominato Geared Turbofan (GTF) Pure Power.
Originariamente destinato ai Bombardier CSeries, è ora il motore di lancio anche per gli Airbus A320neo, Mitsubishi MRJ e Irkut MS-21.

## Storia
Il primo progetto della Pratt & Whitney per un Geared Turbofan ebbe inizio nel 1998 con il PW8000.
Questo progetto consisteva in un aggiornamento del PW6000 con la sostituzione della ventola, a favore di un sistema di ingranaggi ed una ventola a due stadi.
Dopo diversi anni di sviluppo il progetto del PW8000 è scomparso.
Poco dopo è comparso il progetto ATFI, sempre basato sul PW6000 ma con un diverso sistema di ingranaggi e con una ventola a stadio singolo.
Si è quindi avviato il progetto Geared Turbofan (GTF), basato su un nuovo motore sviluppato in collaborazione con la tedesca MTU Aero Engines.
Quest'ultimo progetto, sviluppato e scelto come definitivo, include un ugello di scarico a superficie variabile che offre miglioramenti nel costo di utilizzo.
Nel luglio 2008, il Geared Turbofan è stato rinominato PW1000G, primo della nuova serie PurePower della Pratt & Whitney.
La Pratt & Whitney dichiara che il PW1000G consuma dal 10% al 15% in meno dei motori utilizzati su aerei regionali e sui narrow-body nel 2008, offrendo inoltre un sostanziale miglioramento nell'inquinamento acustico.
Il motore è stato testato in volo con un Boeing 747SP della Pratt & Whitney e con un Airbus A340-600. Il primo test in volo è stato effettuato a Tolosa il 14 ottobre 2008.
La prima versione sviluppata è stata la PW1524G, motore costruito appositamente per il CSeries, che nell'ottobre 2010 ha iniziato la prima fase di test, completata nel settembre 2011.
La continuazione del processo di prova del motore si è incentrata, all'inizio del 2012, sui test in condizioni di ghiaccio, mentre le prove ufficiali da parte della FAA per la certificazione sono iniziate a gennaio 2012 con gli stress test della turbina di bassa pressione.
Nell'aprile 2012 la Pratt & Whitney ha completato la seconda fase di test raggiungendo le 250 ore di funzionamento in volo e circa 2000 ore di test al suolo.
La Pratt & Whitney ha completato il processo di certificazione per il primo motore della serie PW1000G, il PW1524G per il CSeries, nel febbraio 2013.
La versione finale del motore entrerà in servizio nel 2013 con il Bombardier CSeries.
All'inizio del 2013, Embraer ha selezionato questo motore per la rimotorizzazione dell'Embraer E-Jets re-engine.

## Caratteristiche
| Modello                                           | PW1100G-JM                   | PW1215G/1217G              | PW1400G                      | PW1519G/1521G/1524G           | PW1700G/1900G            |
| ------------------------------------------------- | ---------------------------- | -------------------------- | ---------------------------- | ----------------------------- | ------------------------ |
| Diametro ventola                                  | 81 in (2,06 m)               | 56 in (1,42 m)             | 81 in (2,06 m)               | 73 in (1,85 m)                |                          |
| Bypass ratio                                      | ~12:1                        | ~9:1                       | ~12:1                        | ~12:1                         |                          |
| Spinta                                            | 110-150 kN (24000-33000 lbf) | 67-76 kN (15000-17000 lbf) | 110-140 kN (24000-33000 lbf) | 84,5-104 kN (19000-23000 lbf) |                          |
| Consumo combustibile (rispetto ai motori attuali) | -15%                         | −12%                       |                              | −14%                          |                          |
| Riduzione rumore                                  |                              | −15 dB                     |                              | −20 dB                        |                          |
| Emissioni–CO2                                     |                              | −2700 t                    |                              | −3000 t                       |                          |
| Emissioni–NOx                                     |                              | −50%                       |                              | −55%                          |                          |
| Peso (rispetto ai motori attuali)                 |                              |                            |                              |                               |                          |
| Conteggio stage                                   | 1-G-3-8-2-3                  | 1-G-2-8-2-3                | 1-G-3-8-2-3                  | 1-G-3-8-2-3                   |                          |
| Utilizzatore                                      | A320neo                      | MRJ                        | MS-21                        | CSeries                       | Embraer E-Jets re-engine |
| Entrata in servizio                               | 2015                         | 2015                       | 2017                         | 2014                          | 2018                     |

Fonti: Pratt & Whitney,
flightglobal.com,
Airbus e MTU Aero Engines

## Problematiche
Nel periodo di utilizzo, sono emerse diverse problematiche. La compagnia aerea più colpita è la indiana IndiGo che ha segnalato quattro incidenti che hanno coinvolto l’arresto del motore in volo durante la salita seguito dallo spegnimento, che si sono verificati il 24, 25 e 26 ottobre 2019. La causa degli spegnimenti è stata ricondotta a problemi con la turbina a bassa pressione (LPT). Il 1º novembre 2019 la Direzione Generale dell’Aviazione Civile Indiana (DGCA) ha chiesto a IndiGo di sostituire i motori su tutti i 98 aerei A320neo e ha suggerito di rinviare le future consegne fino a quando la flotta esistente non sarà dotata di nuovi motori. Successivamente la DGCA ha prorogato la scadenza al 31 maggio 2020.

## Velivoli utilizzatori
- Airbus A320neo - PW1100G
- Airbus A220 - PW1519G/PW1521G/PW1524G
- Embraer E-Jets re-engine - PW1700G/PW1900G
- Irkut MS-21 - PW1400G
- Mitsubishi MRJ - PW1215G/PW1217G